# Black widows
Black widows är en nordisk dramaserie för TV som började sändas 2016. Serien är en samproduktion mellan MTG och TV3 i Sverige, Norge och Danmark och är en nyinspelning av den finländska serien Mustat Lesket från 2014, skapad av Roope Lehtinen och Mikko Pöllä. I Sverige hade serien premiär den 4 februari 2016.

## Rollista i urval
- Cecilia Forss – Rebecka Axelson
- Beate Bille – Kira Just Bergman
- Synnøve Macody Lund – Johanne Rönningen
- Peter Stormare – Folke Lundgren
- Kyrre Hellum
- Peter Andersson
- Katarina Ewerlöf
- Johannes Bah Kuhnke
- Malin Levanon
- Måns Nathanaelson
- Anders Berg
- Dennis Hansson - Jonas Åkerland
- Annika Hallin - Gittan Sundell